# Savo Brelih
Savo Brelih, slovenski zoolog, 5. maj 1927, Ljubljana, † 2. marec 2012, Ljubljana.
Bil je dolgoletni sodelavec  Prirodoslovnega muzeja Slovenije.

## Življenjepis
Rodil se je 5. maja 1927 v Ljubljani, očetu Petru in mami Rafaeli. V družini napredno mislečih ljudi je zrastel v pokončnega in zavednega človeka. Med drugo svetovno vojno je bil partizan in zato leta 1945 izkusil nacistično taborišče Dachau. Zaradi pokončne drže in napredne misli mu ni bilo prizaneseno niti povojno prisilno bivanje na Golem otoku.
Po gimnazijski maturi leta 1943 je vpisal študij na Prirodoslovno matematični fakulteti v Ljubljani, ki ga je uspešno absolviral, vendar ni diplomiral. Od oktobra 1947 do decembra 1948 je brezplačno, za tri ure na dan, kot entomolog delal v Prirodoslovnem muzeju v Ljubljani (danes Prirodoslovni muzej Slovenije). Tukaj se je septembra 1949 zaposlil, sprva honorarno pod nadzorom kustosa Alfonza Gspana, potem honorarno kot entomolog in nazadnje kot višji referent – vodja Kustodiata za entomologijo. Na tem delovnem mestu se je junija 1976 upokojil. Še istega leta je ponovno zaprosil za službo v Prirodoslovnem muzeju Slovenije, ker je imel kot udeleženec v NOB možnost redne zaposlitve tudi po upokojitvi in jo 1. septembra tudi dobil (višji referent – kustos – upokojeni borec).
Po upokojitvi se je lotil proučevanja favne slovenskih hroščev, saj je opazil, da številne nekoč pogoste vrste hroščev izginjajo, pojavljajo pa se nekatere nove. Zavedal se je, da bo bogata naravna dediščina ohranjena le, če bo pravilno urejena in shranjena v zbirkah ter popisana, zato je skoraj celotno stanovanje imel spremenjeno v zgledno urejeno entomološko zbirko. Z veliko vnemo je preučeval hrošče, jih prepariral, uvrščal v zbirko in jo preurejal praktično do zadnjega dne, ko nas je 2. marca 2012 nepričakovano in mnogo prerano zapustil.

## Starosta slovenske herpetologije
Savo Brelih velja za starosto slovenske herpetologije, to je vede, ki preučuje plazilce in dvoživke. S svojim obširnim poznavanjem in zbiranjem plazilcev je tudi muzeju pustil bogato zapuščino. Študijska zbirka plazilcev Prirodoslovnega muzeja Slovenije je povečini rezultat njegovega dela. Gre za eno največjih tovrstnih zbirk na Balkanu. Zbral je prek 4.000 primerkov kuščarjev in kač, od tega okoli 3.500 otoških primerkov kuščaric, kot rezultat njegovih raziskav raznolikosti populacij primorske in kraške kuščarice na jadranskih otokih. Pregledal je približno 250 jadranskih otokov in opisal osem novih podvrst primorskih kuščaric. Leta 1968 je pripravil izjemno odmevno in uspešno razstavo Plazilci Jugoslavije, na kateri so si številni obiskovalci lahko ogledali žive kače, kuščarje in želve. Zastopane so bile praktično vse vrste plazilcev s celotnega ozemlja bivše skupne države. Kljub izkušenosti in previdnosti pri rokovanju s kačami, ga je kakšna strupenjača tudi ugriznila. Znana je anekdota iz časov prve razstave živih kač (Kače Jugoslavije, leta 1966). Skupina otrok je namreč hotela videti »tistega gospoda, ki ga je že dvakrat pičila kača, pa je še zmeraj živ«.

## Parazitolog svetovnega formata
Njegovo obširno zoološko znanje je obsegalo tudi ptice in sesalce, ki pa so ga zanimali predvsem kot gostitelji zunanjih zajedavcev. Večino terenskih raziskav je opravil na območju nekdanje Jugoslavije, leta 1961 pa se je udeležil slovenske biološke odprave v Etiopijo, kjer je raziskoval zunanje zajedavce ptic. Zunanji zajedavci so milimetrskih velikosti, zato moramo za njihovo preučevanje izdelati mikroskopske preparate. Za njihovo pripravo je Savo Brelih razvil lastno recepturo, ki omogoča izdelavo izjemno prosojnih preparatov, na katerih se odlično vidijo prav vse podrobnosti. Upravičeno jih občuduje svetovna strokovna javnost. Še posebno zahtevna je preparacija perojedov in uši, kjer je pri živalci veliki 2 do 3 mm potrebno odpreti želodec in izprati njegovo vsebino, če želimo videti vse podrobnosti potrebne za razlikovanje vrst. Z veliko mero potrpežljivosti in neizmerno natančnostjo je ustvaril študijsko zbirko s 14.000 mikroskopskih preparatov perojedov (Mallophaga), 9.800 preparatov bolh (Siphonaptera) in čez 1.000 preparatov uši (Anoplura), ki so shranjeni v 490 škatlah.

## Nestor slovenskih hroščarjev
Po upokojitvi se je lotil proučevanja slovenskih hroščev in skoraj celotno stanovanje spremenil v entomološko zbirko. Z različnimi metodami je po UTM kvadrantih prevzorčil skoraj celotno območje Slovenije. Tako nabrane hrošče je brezhibno sprepariral, jih dokumentiral in shranil v Osrednjo slovensko zbirko hroščev, ki je shranjena v 623 entomoloških škatlah in šteje osupljivih 71.680 primerkov, ki pripadajo več kot 4.500 vrstam.
Še bolj pomembno pa je bilo njegovo mentorsko delo. Tako obsežna študijska zbirka in neizmerno znanje Sava Breliha je spremenila z zbirko zatrpano stanovanje na Gotski ulici 13 v Ljubljani v zbirališče slovenskih in tudi tujih entomologov, še posebej hroščarjev. Tako je postal osrednja osebnost pri kateri smo preverjali, če so vrste pravilno določene, in iskali pomoč, če se je pri določanju zalomilo. Z neizmerno človeško toplino in prijateljskim razumevanjem nas je učil pravilnega prepariranja hroščev in drugih žuželk ter izdelave mikroskopskih preparatov, na skupnih ekskurzijah pa terenskih metod zbiranja.

## Obsežna bibliografija
Savo Brelih se je dobro zavedal, da je enako pomembno kot zbrati, shraniti v zbirko in popisati, tudi objaviti podatke in znanje, ki ga skrivajo muzejske študijske zbirke. Z mlajšimi sodelavci in izbranimi tujimi specialisti je pripravil obsežne favnistične monografije, ki so izhajale v revijah Biološki vestnik, Scopolija in Acta entomologica Slovenica. Zlasti njemu gre zasluga, da imamo danes za ozemlje zahodnega in osrednjega Balkana zbrano in objavljeno gradivo za favno perojedov (Mallophaga) in bolh (Siphonaptera), za Slovenijo pa za favno hroščev bolhačev (Chrysomelidae: Alticinae), kozličkov (Cerambycidae), prisekančkov (Histeridae) ter plojkašev (Lamellicornia), kamor sodijo rogači in skarabeji.

## Serval Pikec
S člani odprave v Etiopijo se je v domovino vrnil tudi serval Pikec, ki so ga našli kot osirotelega mladiča. Po besedah Sava Breliha še nikoli v življenju ni srečal tako ljubeznive, prijetne in zveste živali kot je bil Pikec. V domovini pa se Pikec nikakor ni mogel privaditi na življenje v kletki Zoološkega vrta Ljubljana in je njegovo zdravje hitro pešalo. Zato je izmenično prebival pri Savu Brelihu in drugih članih odprave, vse do usodnega padca skozi okno. Ob klavrni smrti Pikca je Savo Brelih zapisal naslednje: »Zamislil sem se nad usodo tega sina divjine. Hoteli smo mu dobro, pa smo ga vseeno pripeljali v trpljenje in smrt. Sam sem se odločil, da napake ne bom več ponovil. Razmislite o tem tudi vi!« Poduk, ki je ob različnih eksotičnih bitjih, ki jih ljudje danes gojimo po stanovanjih, še vedno aktualen!

## Nomen brelihi
Vrste in podvrste žuželk poimenovane po Savu Brelihu:
Ctenophthalmus nifetodes brelihi ROSICKÝ et CARNELUTTI, 1959

Campylomimus brelihi MÜLLER, 1960

Bryaxis ursus brelihi MEGGIOLARO, 1960

Alcedofulla brelihi TENDEIRO, 1967

Ricinus brelihi RHEINWALD, 1968

Abida frumentum brelihi BOLE, 1969

Saemundssonia scolopacisphaeopodis brelihi TIMMERMANN, 1969

Cummingsiella brelihi TIMMERMANN, 1969

Nitzschiella brelihi TENDEIRO, 1969

Coloceras savoi TENDEIRO, 1973

Buceroemersonia brelihi ELBEL, 1977

Menacanthus brelihi BALÁT, 1981

Prospelaeobates brelihi POLAK et BOGNOLO, 2003

Chtenophthalmus nifetodes brelihi ROSICKÝ et CARNELUTTI, 1959

Campylomimus brelihi MÜLLER, 1960

Bryaxis ursus brelihi MEGGIOLARO, 1960

Alcedofulla brelihi TENDEIRO, 1967

Ricinus brelihi RHEINWALD, 1968

Abida frumentum brelihi BOLE, 1969

Saemundssonia scolopacisphaeopodis brelihi TIMMERMANN, 1969

Cummingsiella brelihi TIMMERMANN, 1969

Nitzschiella brelihi TENDEIRO, 1969

Coloceras savoi TENDEIRO, 1973

Buceroemersonia brelihi ELBEL, 1977

Menacanthus brelihi BALÁT, 1981

Prospelaeobates brelihi POLAK et BOGNOLO, 2003